# Heinrich Eggebrecht
Heinrich Eggebrecht (* 12. Oktober 1897 in Kathendorf bei Stendal; † 9. März 1958 in Halle (Saale)) war ein deutscher Saatgutforscher.
Eggebrecht, Sohn eines Landwirts, studierte seit 1920 Landwirtschaft an der Universität Halle und promovierte dort 1924 über ein tierzüchterisches Thema. Anschließend blieb er in Halle und wurde Mitarbeiter an der Agrikulturchemischen Kontrollstation. Von 1938 bis 1945 war er Leiter der Samenprüfstelle und von 1942 bis 1945 zugleich Direktor des Landwirtschaftlichen Untersuchungsamtes in Halle.
1948 übernahm Eggebrecht die Leitung der Thüringischen Landesanstalt für Samenprüfung. Mit der Gründung des Instituts für Landwirtschaftliches Versuchs- und Untersuchungswesen in Jena im Jahre 1952 wurde er Leiter der dortigen Abteilung für Saatgut- und Pflanzgutuntersuchungen. Gleichzeitig hat er die Samenkunde als eigenständiges Lehr- und Forschungsgebiet an der Universität Jena etabliert. Als Professor und Direktor leitete er bis zu seinem frühzeitigen Tode das von ihm errichtete Institut für Samenkunde an der Universität Jena.
Eggebrecht war ein profunder Kenner des Saatgutwesens. Als seine bedeutendste Veröffentlichung gilt sein Methoden-Handbuch Die Untersuchung von Saatgut, das seit 1940 jahrzehntelang das maßgebende Standardwerk für die Prüfung von Saatgut in Deutschland gewesen ist. In zahlreichen Zeitschriften-Beiträgen behandelte Eggebrecht den Herkunftswert, die Lebensdauer und Probleme der Aufbewahrung von Saatgut. Hohe Anerkennung in der landwirtschaftlichen Praxis fand sein letztes, in vier Auflagen erschienenes Bestimmungsbuch Unkräuter im Feldbestand.

## Schriften (Auswahl)
- Die Untersuchung von Saatgut. Radebeul und Berlin 1941; 2. Aufl. ebd. 1949 = Handbuch der landwirtschaftlichen Versuchs- und Untersuchungsmethodik Bd. 5.
- Das Rübensaatgut. Erzeugung, Herrichtung und Vertrieb von Zucker- und Futterrübensaatgut unter besonderer Berücksichtigung der Untersuchung und Bewertung. Radebeul und Berlin 1950.
- Die Lebensdauer der Samen von Kulturpflanzen und die Bestimmung ihrer Vitalität. In: Zeitschrift für Altersforschung Bd. 7, 1953/54, S. 334–341.
- Unkräuter im Feldbestand. Ein Bestimmungsbuch. Radebeul 1957; 2. Aufl. ebd. 1959; 3. Aufl. ebd. 1962, 4. Aufl. ebd. 1964.